# Alekseï Petrov (haltérophilie)
Pour les articles homonymes, voir Alekseï Petrov.
Alekseï Aleksandrovich Petrov (russe : Алексей Александрович Петров), né le 8 septembre 1974 à Volgograd, est un haltérophile russe.

## Palmarès

### Jeux olympiques
- Atlanta 1996
  -  Médaille d'or en moins de 91 kg
- Sydney 2000
  -  Médaille de bronze en moins de 94 kg[1]

### Championnats du monde
- Istanbul 1994
  -  Médaille d'or en moins de 91 kg

### Championnats d'Europe
- Sokolov 1994
  -  Médaille d'or en moins de 91 kg
- Antalya 2002
  -  Médaille d'or en moins de 94 kg